# Outremeuse
 (janvier 2013).
Si vous disposez d'ouvrages ou d'articles de référence ou si vous connaissez des sites web de qualité traitant du thème abordé ici, merci de compléter l'article en donnant les références utiles à sa vérifiabilité et en les liant à la section « Notes et références ».
Pour les articles homonymes, voir Outremeuse (homonymie).
Outremeuse est un quartier administratif et une île de la ville de Liège en Belgique. Il est dénommé en wallon Dju d'la Mouse (« au-delà de la Meuse »), ou plus simplement Djud'la. Dans l'ancienne principauté de Liège, il faisait partie du quartier Vinåve des Prés (un des trois anciens vinåves (« quartiers ») de la Cité de Liège).
À l'origine, le terme désignait le faubourg situé en rive droite de la Meuse, face au centre historique de Saint-Lambert situé en rive gauche, au-delà du pont des Arches. Actuellement, il désigne l'ensemble du quartier situé entre le fleuve et la Dérivation depuis les réaménagements fluviaux du XIXe siècle.
Le quartier a également abrité durant plusieurs siècles l'hôpital de Bavière, dont une grande partie a été démolie à la fin du XXe siècle.
C'est un des plus anciens et des plus populaires quartiers de la ville. Au XIXe siècle, les bras de la Meuse et ses biefs sont comblés, et de grandes artères y sont créées. Outremeuse a conservé le même aspect au début du XXIe siècle.

## Les origines du quartier

### Entre Ourthe et Meuse

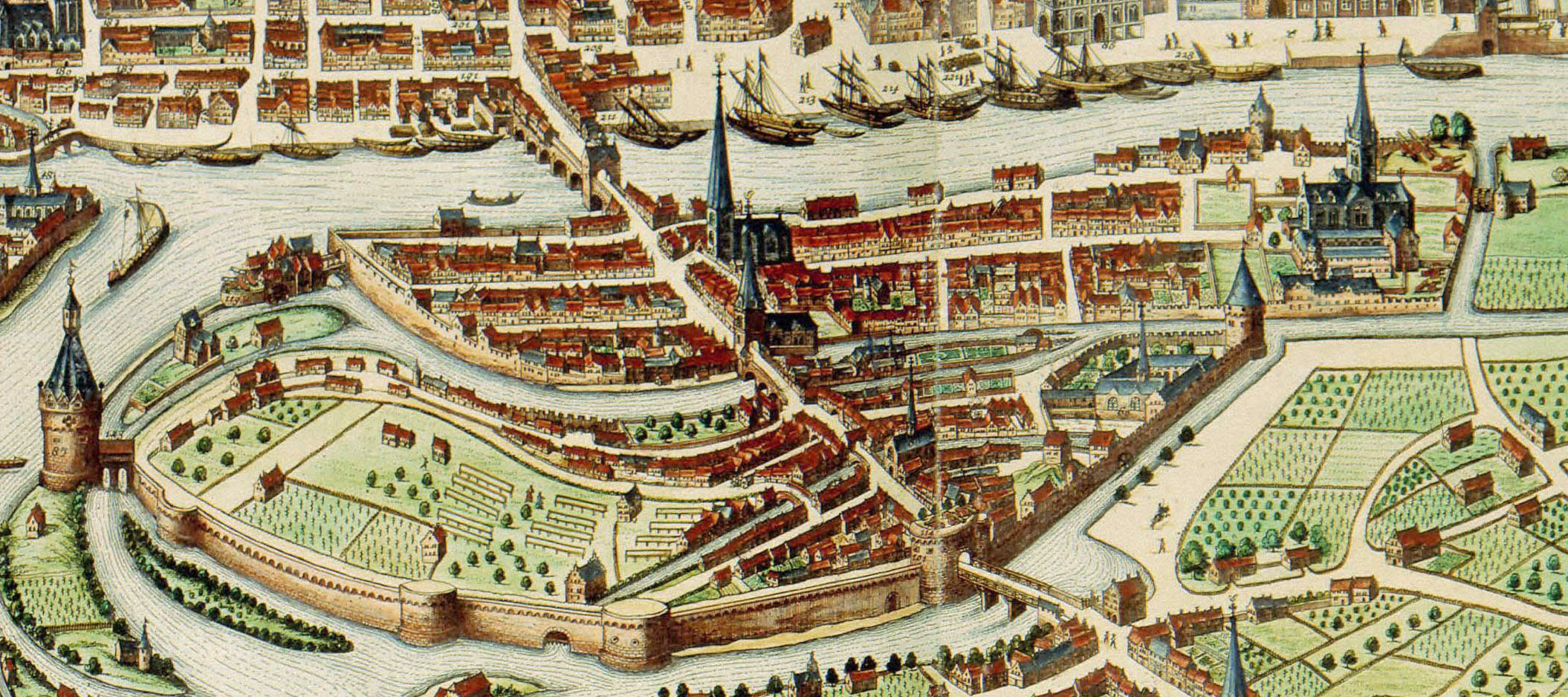
Le quartier entre Urte et Meuse vers 1649 : de haut en bas le long de la chaussée d'Aix, le Pont-des-Arques, Saint-Folien, Saint-Nicolas, Saint-Julien et la Porte d'Amercœur ; à gauche les Terres de Bèches et la Tour de Bèche, à droite l'abbaye du Val des Écoliers et plus bas le Couvent des Récolets et Les Prés Saint-Denis.

Entre Ourthe et Meuse était autrefois un immense marécage habité par quelques pêcheurs. Anciennement Vinåve des Prés, qui comme l'Île ne reçoit des remparts qu'au XIIIe siècle, cette île fut rattachée à la Cité au XIe siècle. Le prince-évêque Réginard ordonna la construction d'une chaussée reliant Liège à Aix-la-Chapelle dans le but de faciliter les contacts avec l'empire. Outremeuse a d'abord eu une enceinte assez restreinte qui passait par la rue Large, le long du vieux Saint-Pholien, pour rejoindre la Meuse le long du boulevard Saucy où coulait le bief du Barbou. Une deuxième enceinte est construite en 1537 sous la conduite de Paul de Richelle. Un balloir de 18 mètres de hauteur prévu pour tirs canonniers est prévu de part et d'autre de la rue Curtius. Les murs étaient de 3,6 m d'épaisseur et de 8,4 m de hauteur. Il reste un vestige de ce mur paré de petit corbeaux sous les maisons faisant le coin du quai des Tanneurs et de la rue Sainte Barbe. Un biez se trouvait rue Curtius, reliant la Meuse au Barbou, il faisait mouvoir deux engins, les moulins à poudres du marchand Curtius, fournisseur à la fin du XVIe siècle des armées du roi d'Espagne.[réf. nécessaire]

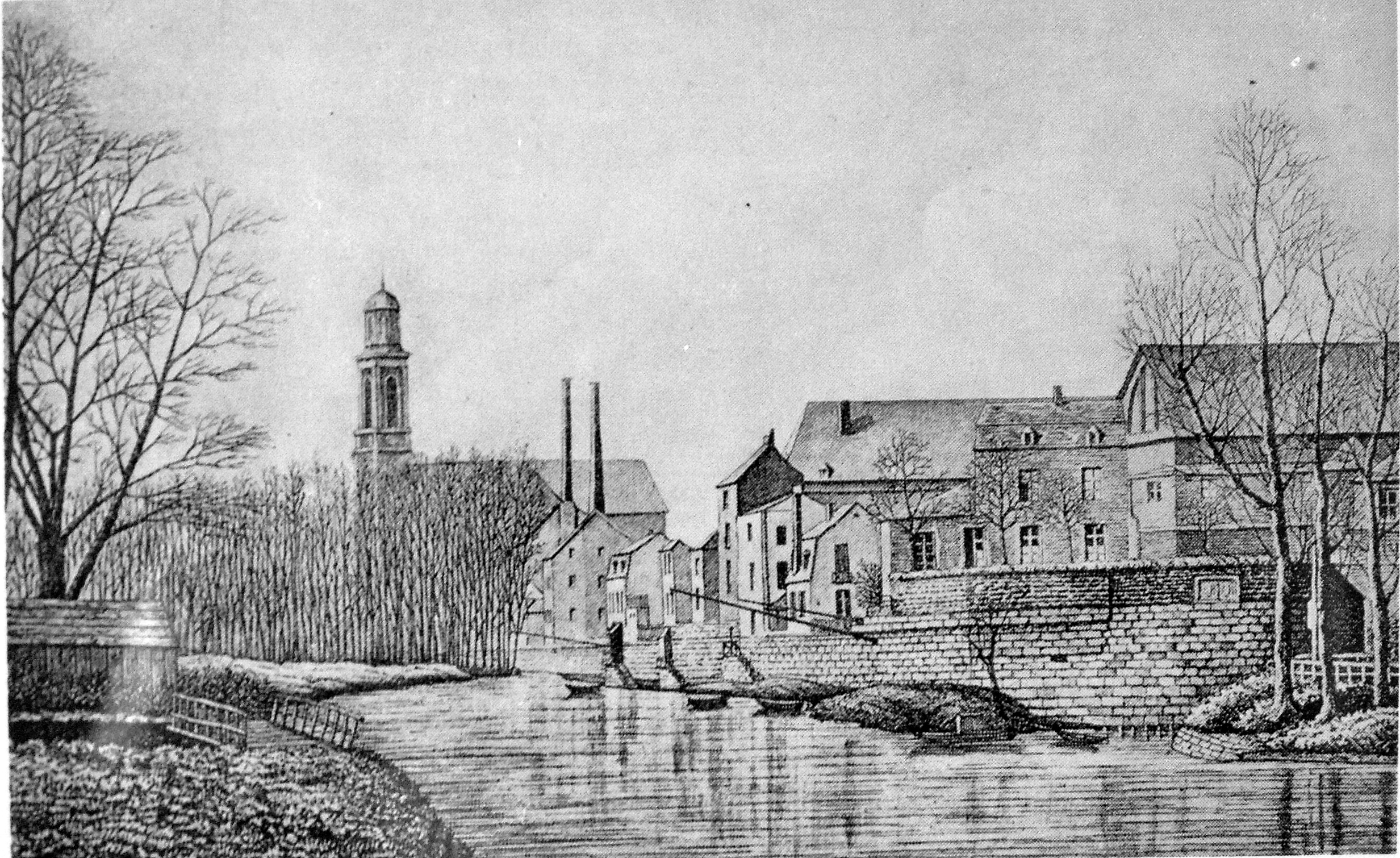
Bief du Barbou vers 1830 (à droite, le couvent du Val des Écoliers et, dans le fond, le clocher de l'église Saint-Pholien)

### La chaussée d'Aix-la-Chapelle

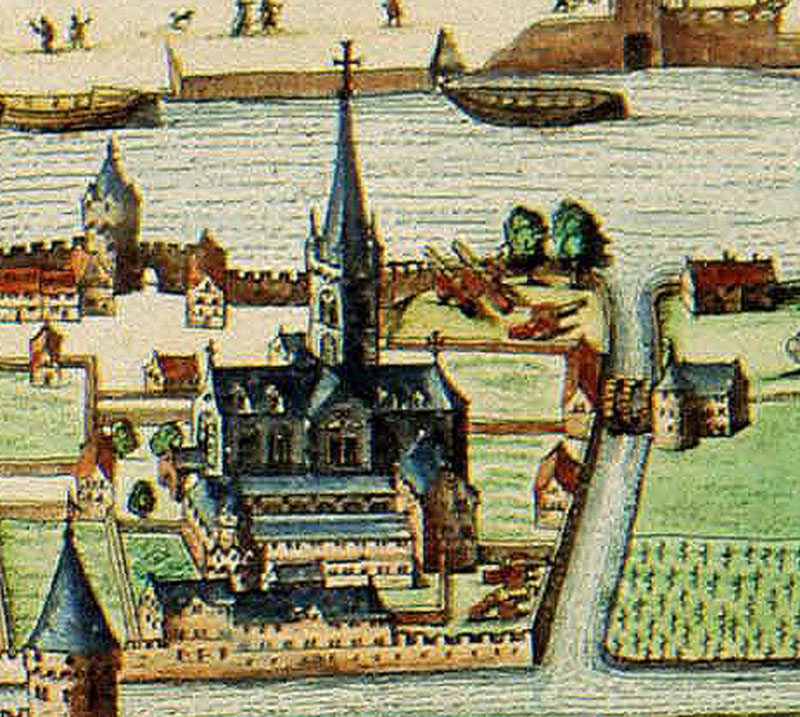
L'abbaye du Val des Écoliers de Notre-Dame de l'Isle à Liège à l'extrémité nord du quartier d'Outremeuse ; devenue au début des années 2000 une école supérieure d'architecture, boulevard de la Constitution

Le long de cet axe, prolongement du pont des Arches, et qui englobait la chaussée des Prés, Puits-en-Sock et Entre-Deux-Ponts séparé par le pont Saint-Nicolas, s'élevèrent dès le XIIe siècle des propriétés cossues épargnées par les crues des nombreux biez que comptait l'île et qui inondaient régulièrement les habitats modestes répartis dans les autres artères.

### Le Barbou
Déjà au XIIIe siècle, le biez du Barbou séparait l'actuel Outremeuse en deux. À l'origine, seul le quartier entre le pont des Arches et le Barbou s'appelait Outremeuse. Au-delà du pont Saint-Nicolas, on trouvait à gauche les Terres-de-Bèche, En-Roture et Le-Chok et à droite Les-Oies et Les-Prés. Comblé, le Barbou devient le boulevard Saucy et le boulevard de la Constitution.

### Le Val-des-Écoliers
L'abbaye du Val-des-Écoliers de Notre-Dame de l'Isle à Liège, fondée au XIIe siècle par les Écoliers du Christ, fermait le quartier d'Outremeuse au Nord. L'ordre du Val-des-Écoliers y installa un prieuré dès le XIIIe siècle et une abbaye dès le XVIe siècle qui sera un des trois plus importants de leurs prieurés. Le bâtiment principal abrite toujours l'antique salle capitulaire aux six voûtes à nervures en tuffeau, seul témoin de l'architecture gothique du XIVe siècle à Liège. L'abbaye deviendra à la Révolution une caserne et récemment une école supérieure d'art et d'architecture.

## Les tanneurs quittent le Lulay pour le Barbou

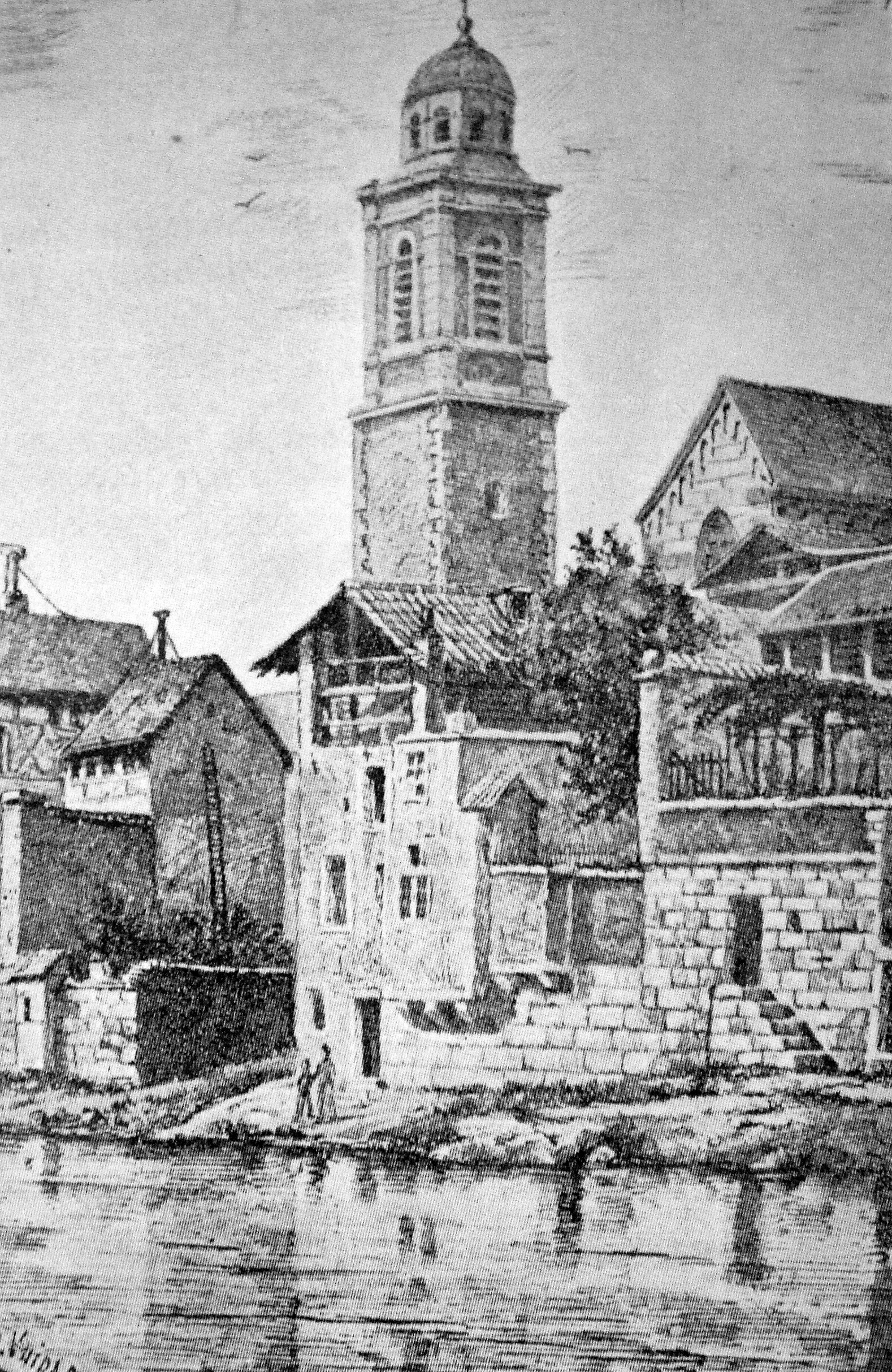
Rivage Grand-Hinri et le clocher de Saint-Pholien de 1842.

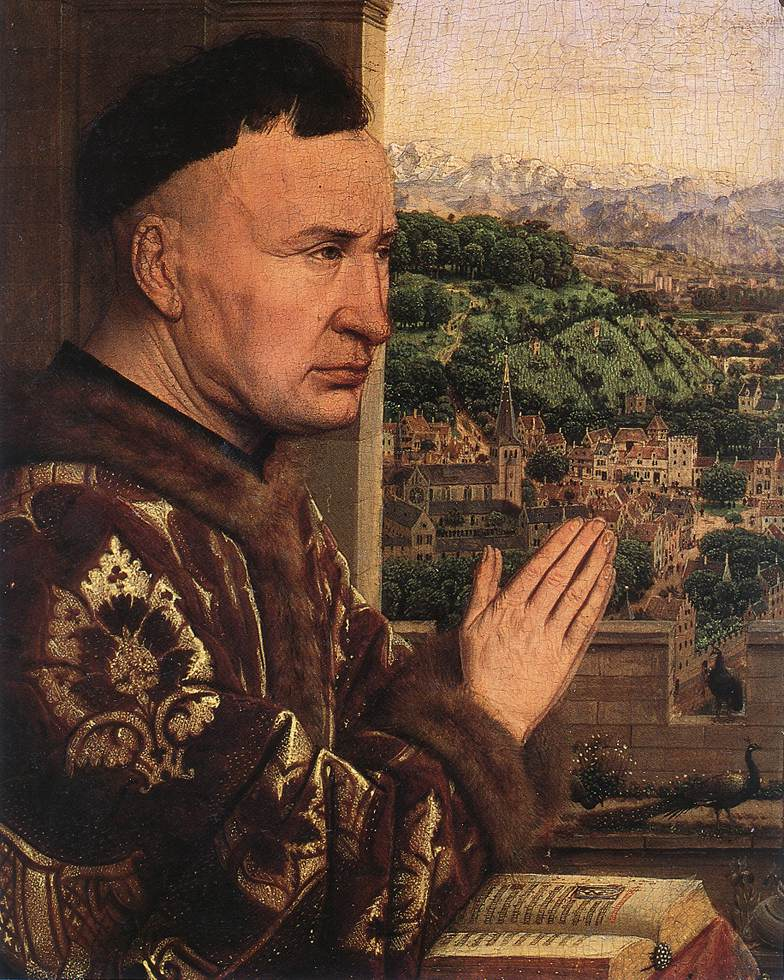
Outremeuse au XVIe siècle à travers la fenêtre du chancelier Rolin

Du fait de la présence abondante de l'eau, les tanneurs, présents à Liège depuis sa fondation, s'étaient implantés en Île, le long du Lulay, un des nombreux bras de la Sauvenière qui parcouraient le quartier au Moyen Âge. Devant les dangers et l'insalubrité liés à cette profession, les cuves de décantages étant fort dangereuses et nauséabondes, des règlements très stricts furent édictés par la corporation dès le XVe siècle, délimitant un périmètre pour l'exercice de leur industrie. Exception faite de la rue Lulay-des-Fèbvres, les tanneurs durent s'installer dans la paroisse de Saint-Pholien, le long de la Meuse.[réf. nécessaire]
L'obligation de résidence et d'activité engendra des unions entre parents, tant et si bien qu'au XVIIIe siècle, les habitants de Saint-Pholien se considéraient tous cousins.[réf. nécessaire]

## L'importance économique d'Outremeuse
La population passe de 10 525 habitants en 1806, à 13 831 en 1831, puis à 29 000 en 1866. Dans le quartier Saint-Pholien un rapport de police de 1866 précise 3 000 personnes pour 250 habitations. Lors des deux inondations principales de 1850 et 1890, tout le Quartier de l'Est est atteint[réf. nécessaire].

### Commerce et moulins
Dès 1830, dans la Cité de Liège, les cours de la Meuse et de l'Ourthe ont été modifiés, les bras d'eau ont disparu pour faire place à de nouvelles rues et à quelques boulevards mais Outremeuse garde son caractère de faubourg. C'est une caractéristique des villes coupées par un fleuve, la division n'est jamais égale, en général l'établissement originel se fait sur l'une des deux berges. Outremeuse n'est pas au départ un site favorable. Entourée et traversée de bras d'eau, l'île est sujette à de nombreuses inondations et cette humidité constante va provoquer une insalubrité élevée. Mais la construction du pont des Arches et le principal itinéraire Est-Ouest vers les grandes foires allemandes permet le développement du commerce de part et d'autre de la chaussée et les bras d'eau apportent la force motrice nécessaire à la Cité. À la fin du XIXe siècle on comptera 33 moulins.

### Moulins d'Outremeuse
Moulin des Petites-Oies, moulin des Grandes-Oies, moulin à huile des Petites-Oies sur Rivelette, moulin du Chapeau-de-Fer sur Rivelette, moulin Henkar En-Châtre, moulin Cassar En-Châtre, moulin Deltour et moulin Chapelle rue des écoliers, Moulin Gillement et Moulin d'amont en Saulci, moulin Ancions et moulin Chapelle en Gravioûle, moulin Levoz et moulin Kinet et Målikou.[réf. nécessaire]

### Absence de rénovation
Cette importance économique explique qu'une population dense se soit installée dès avant la révolution industrielle, mais elle est groupée dans un réseau de rues, ruelles et impasses qui se développe de part et d'autre de l'itinéraire vers l'Allemagne. Les rues sont considérées comme des annexes de la maison, l'endroit où les gens vivent, se rencontrent, et l'étroitesse est leur défaut majeur, des rues de trois mètres sont bordées d'immeubles de douze mètres, la bourgeoisie ne s'y installe pas. C'est probablement ce qui explique qu'Outremeuse fut le dernier quartier à profiter des embellissements du XIXe siècle.

### Les épidémies

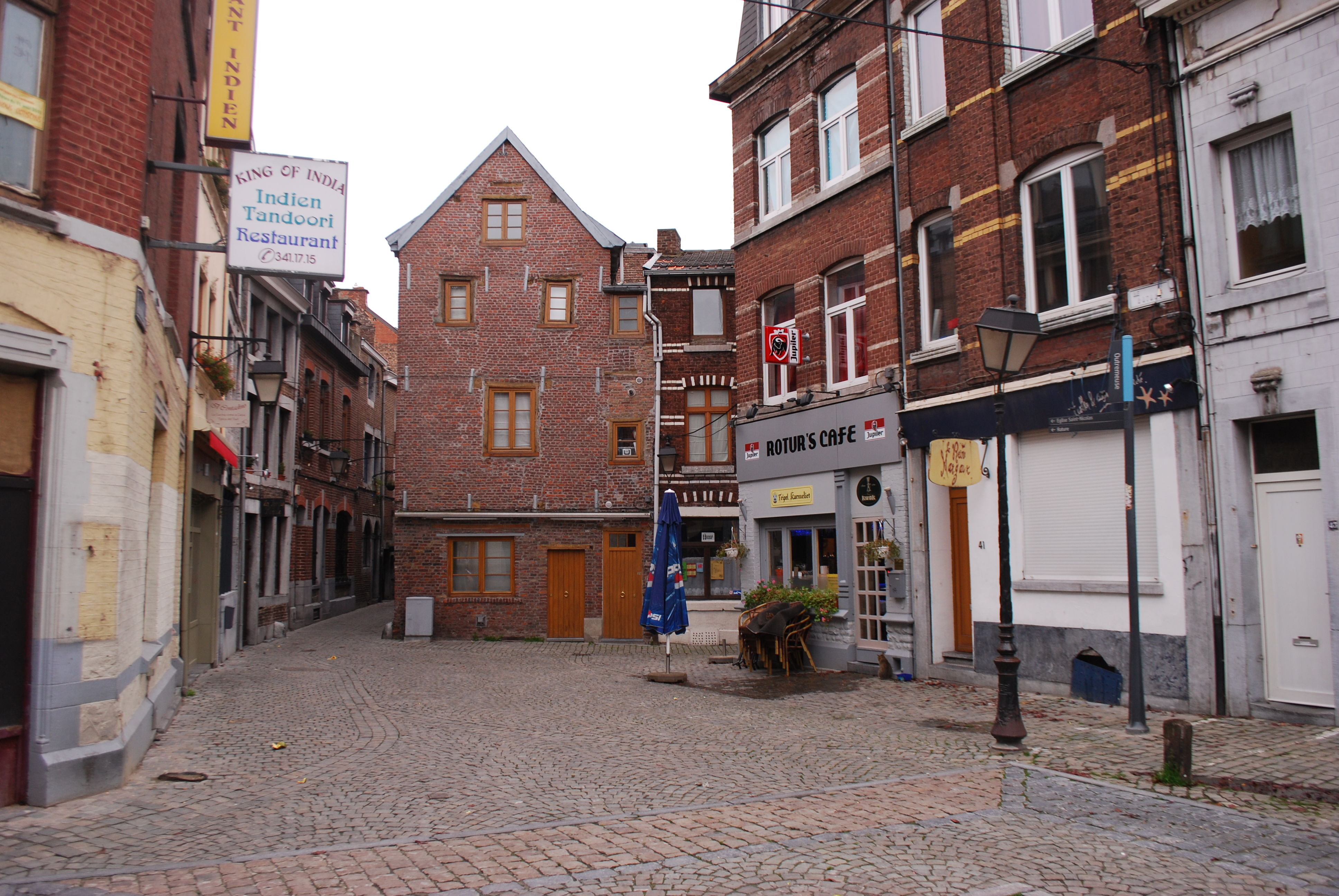
Rue Roture, entrée de la partie étroite vers la rue Puits-en-Sock et la « cage aux lions »

La nécessité de rénover se fait fortement sentir au XIXe siècle, des rapports rédigés à l'initiative de la ville, en 1860 et 1890, font état de l'insalubrité du quartier et des mauvaises conditions de logement des habitants, ainsi que de l'urgence des travaux pour y remédier. La dégradation progressive des cours d'eau qui traversaient le quartier en accentue la dégradation. Il semble que jusqu'à la fin du XVIIe siècle les autorités curaient les biefs et assuraient leur bon état. Mais au fil des ans, ils vont devenir des égouts à ciel ouvert : la Dérivation, la suppression du bras d'Avroy et du bras de la Sauvenière a comme conséquence une diminution du débit des petits biez qui, pendant l'été, stagnent et deviennent source d'épidémies. Les déchets des égouts mélangés à ceux du terre-plein de la rue des Tanneurs, ceux des pêcheurs (derrière le quai van Beneden), ceux de l'hôpital de Bavière, (à l'époque place de l'Yser), ou encore les déchets des chevaux de la Caserne des écoliers, ne vont pas arranger les choses. La mortalité dans le quartier lors des épidémies est double par rapport au quartier du Marché de la Cité. Les autorités de l'époque constatent en 1866, que la rue Puits-en-Sock a quatre fois moins de décès que la rue Porte-aux-Oies, la Måle vôye, ou la Rualette. L'épidémie de 1883 a semble-t-il eu d'autres origines puisque les travaux qui comblaient les biez et certains boulevards étaient faits. Les tranchées faites pour les égouts et le gaz sans précautions de désinfections et le reflux des égouts dans les caves lors des inondations propagent à nouveau l'épidémie.

## Les grands travaux duXIXesiècle

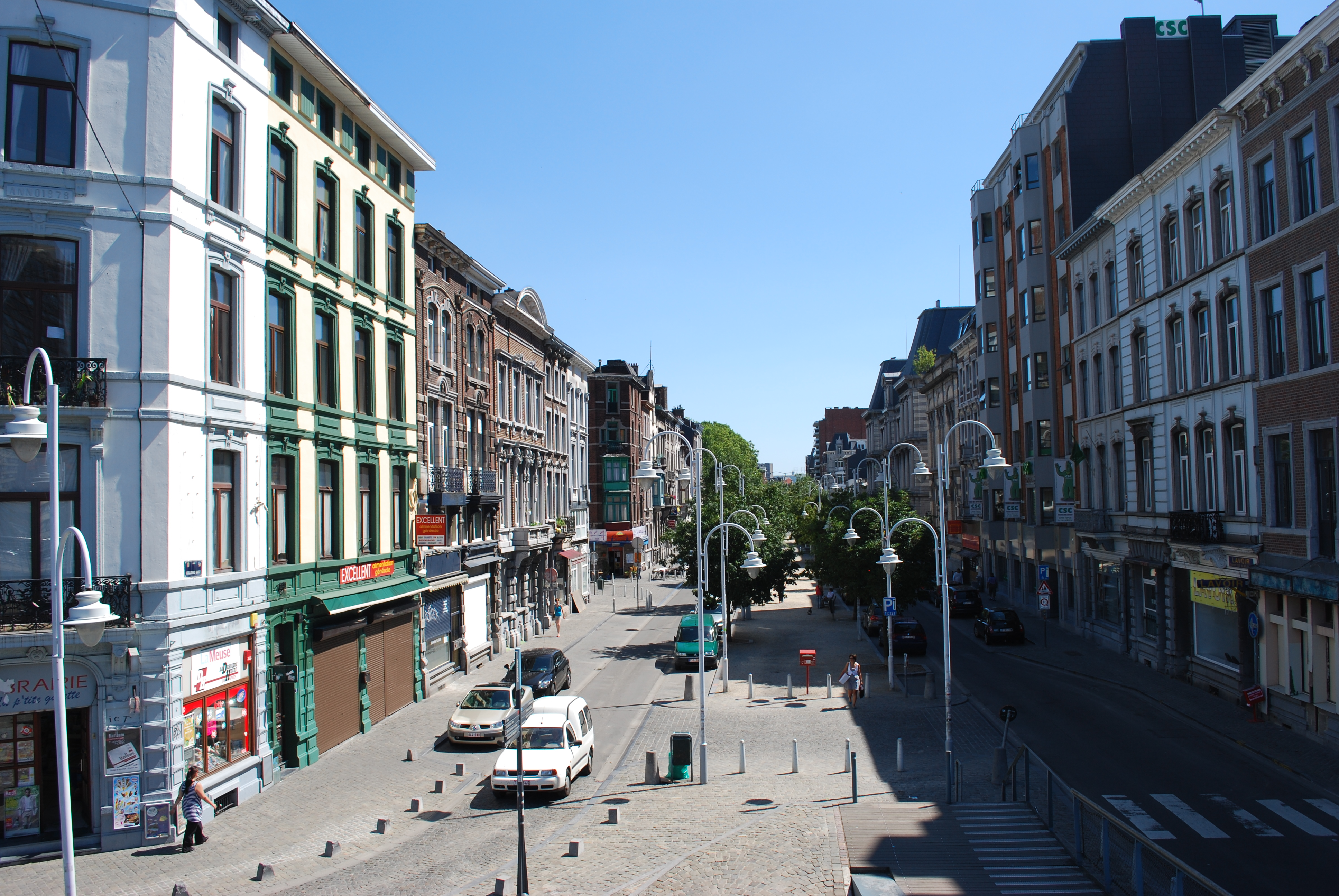
Le boulevard Saucy, ancien bras de la Meuse qui pénétrait en Outremeuse, comblé en 1860

Entre le quartier d'Outremeuse en 1830 et celui de 1880, la différence est nette. D'un côté une semi campagne, de l'autre un ensemble complètement urbanisé. De l'ancien Dju dla Moùse, il reste au début des années 2000 la voie commerciale qui conduit du pont des arches au pont d'Amercœur et les rues et impasses adjacentes. Du quartier Saint-Pholien, dont l'emplacement de l'église même est modifié, le plus populeux et le plus insalubre d'Outremeuse, il ne reste que la Gravioûle, la rue (du Couvent) des Écoliers, la rue des Tanneurs et la place Sainte-Barbe. L'hôpital de Bavière est démoli, pour laisser la place à la place de Bavière(aujourd'hui la place de l'Yser), l'abattoir de 1823 déménage du quai des Pêcheurs (aujourd'hui le quai van Beneden) au quai de l'abattoir réalisé en 1864 et le nouvel abattoir en 1866 (aujourd'hui le quai Godefroid Kurth).

### Comblement des cours d'eau et des biefs

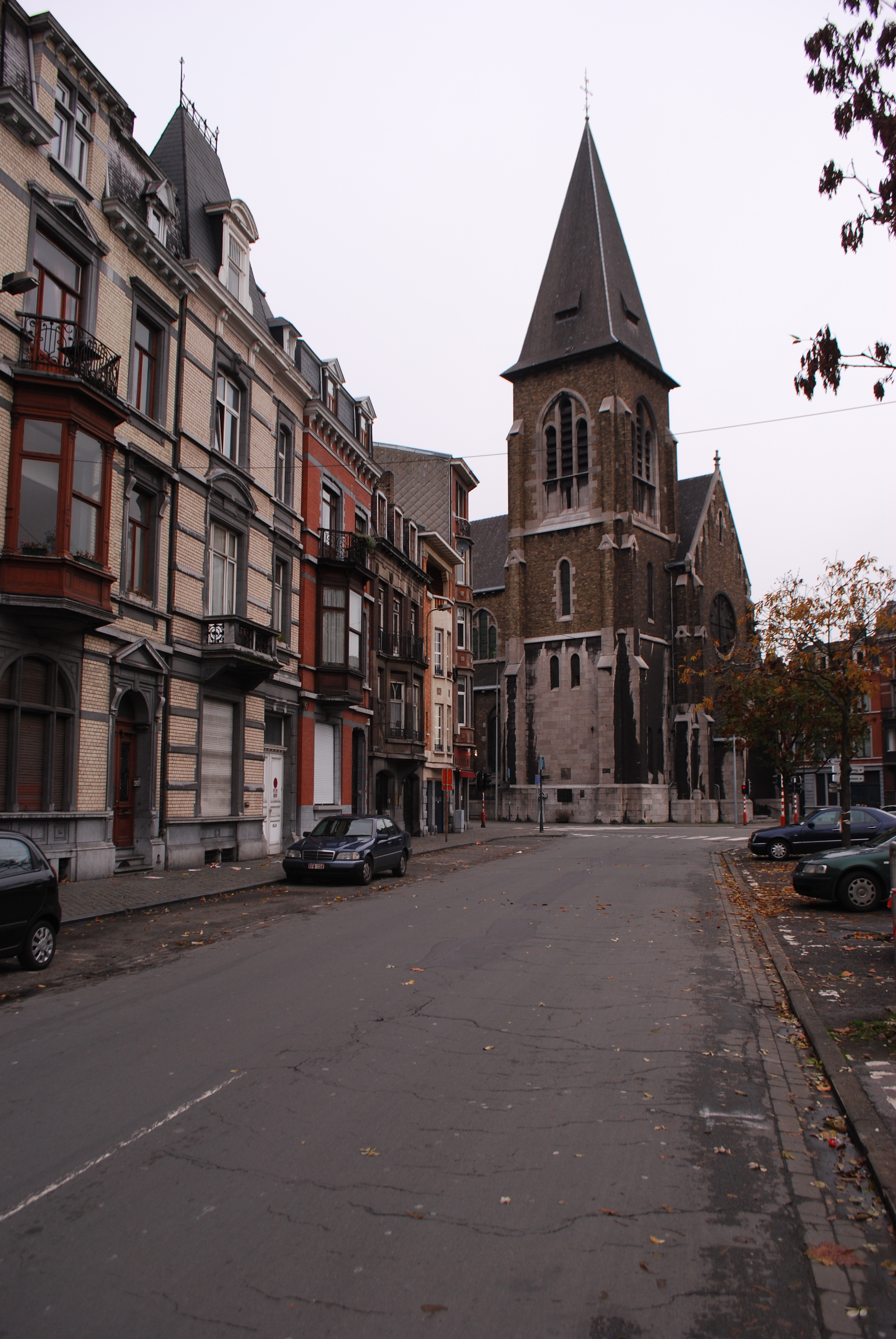
Maisons bourgeoises construites boulevard de l'Est sur l'emplacement de l'ancien bief Saint-Nicolas. Au fond, l'église Saint-Pholien, déplacée et achevée en 1914

Les cours d'eau, la Bêche (quai van Beneden), le bief Saucy (boulevard Saucy) se divisant en deux parties (boulevard de l'Est d'une part et rue Henri de Dinant et rue Gaston Grégoire d'autre part), le bief Saint-Nicolas (boulevard de l'Est), le Barbou (boulevard de la Constitution), la Rivelette (de l'institut van Beneden à la place Delcour, la rue de Berghe et la rue Saint-Julien où elle se jetait dans le Barbou), la Gravioûle devant la caserne des écoliers, les biefs des Grandes Oies et les Petites Oies (disparu sous le quartier autour de la place du Congrès), sont tous comblés, transformés en égouts et recouverts. La Meuse, l'Ourthe et la Dérivation sont canalisées, enfermées dans leurs digues de pierres. Il ne reste aucun prés ou cotillages des Prés Saint-Denis. On construit aligné selon des plans bien précis : du début de la Rue Méan on voit le quartier Bavière à près de 900 mètres.
Le comblement des bras d'eau signifie la mort des moulins et des fabriques qui en dépendaient.

### Des lignes droites
Sur un plan moderne, les nouvelles percées du XIXe siècle apparaissent clairement : les rues Méan, Jean d'Outremeuse et Saint-Pholien ont été tracées par les ingénieurs et aux Prés Saint-Denis (actuellement place du Congrès), ils ont adopté un tracé en étoile. Ces artères vont se border peu à peu de constructions bourgeoises dont certaines bâties en style art nouveau comme la Maison Counet[réf. nécessaire]. Le nouveau visage du quartier ne va plus se modifier jusqu'au XXIe siècle. Seule grande modification, la rue Louis Jamme qui va accueillir, en 1939, un ensemble social.

### Opposition aux travaux
Les travaux du dix-neuvième siècle ne se sont pas faits sans mécontentement de la part d'une partie des habitants du quartier.
En témoigne notamment l'écrivain Joseph Vrindts dans Vîx Lîge paru en 1901 :
| wallon | français |
| --- | --- |
| Dizo lès côps d' picrê, li vî Lîdje s'awatchihe, Nos rouwales, nos cous-d'-sacs, cès tèmons d' nosse passé, Qui nos péres ont bati, qui les siékes ont twèzé, Ni sont pus qu'ine riwène, on trigu qu'èssèvlihe Li pô qui d'manéve di nos fîrs ratayons. | Sous les coups de pioche, le vieux Liège s'affaisse, Nos ruelles, nos culs-de-sac, ces témoins de notre passé, Que nos pères ont bâti, que les siècles ont toisé, Ne sont plus qu'une ruine, un déchet qu'ensevelit Le peu qui restait de nos fiers ancêtres. |

## Célébrités

### Le quartier de Simenon
C'est en Outremeuse que Georges Simenon a vécu les premières années de sa vie. Son roman Pedigree décrit dans le détail la vie dans ce quartier au début du XXe siècle et Le Pendu de Saint-Pholien fait référence à l'une des deux paroisses du quartier.

### Le quartier de Tchantchès
Tchantchès, avec sa commère Nanesse, est l'autre figure populaire du quartier, au cœur des festivités annuelles en l'honneur de Sainte Marie le 15 août.

### Littérature wallonne
L'auteur Joseph Vrindts (1855-1940) y est né et y a vécu. De très nombreux poèmes sont consacrés au quartier, notamment dans son recueil Vîx Lîge de 1901 où des très nombreuses scènes de la vie quotidienne y sont décrites.

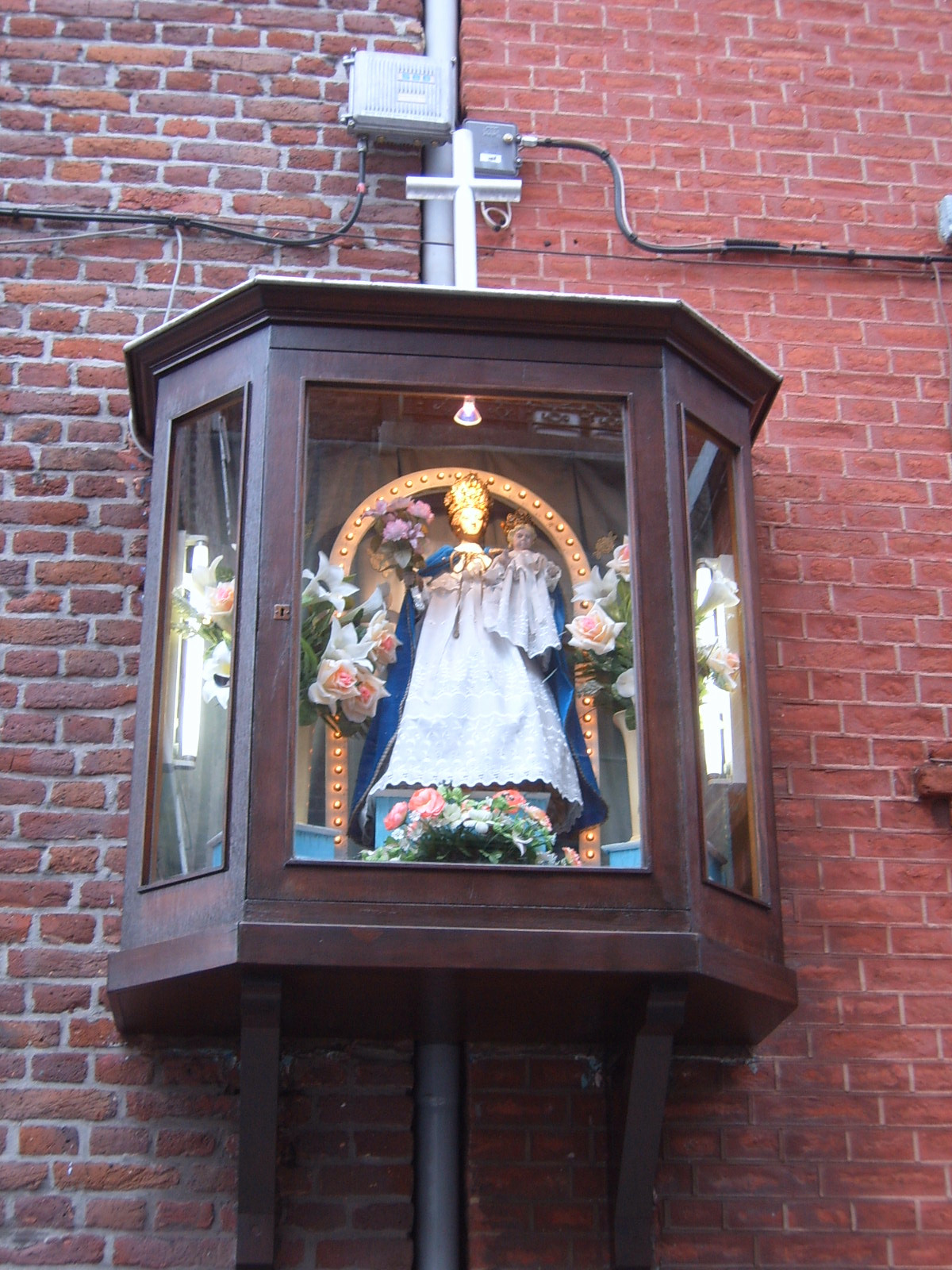
Une potale, représentation populaire de Sainte Marie fréquente en Outremeuse

## Le 15 août en Outremeuse

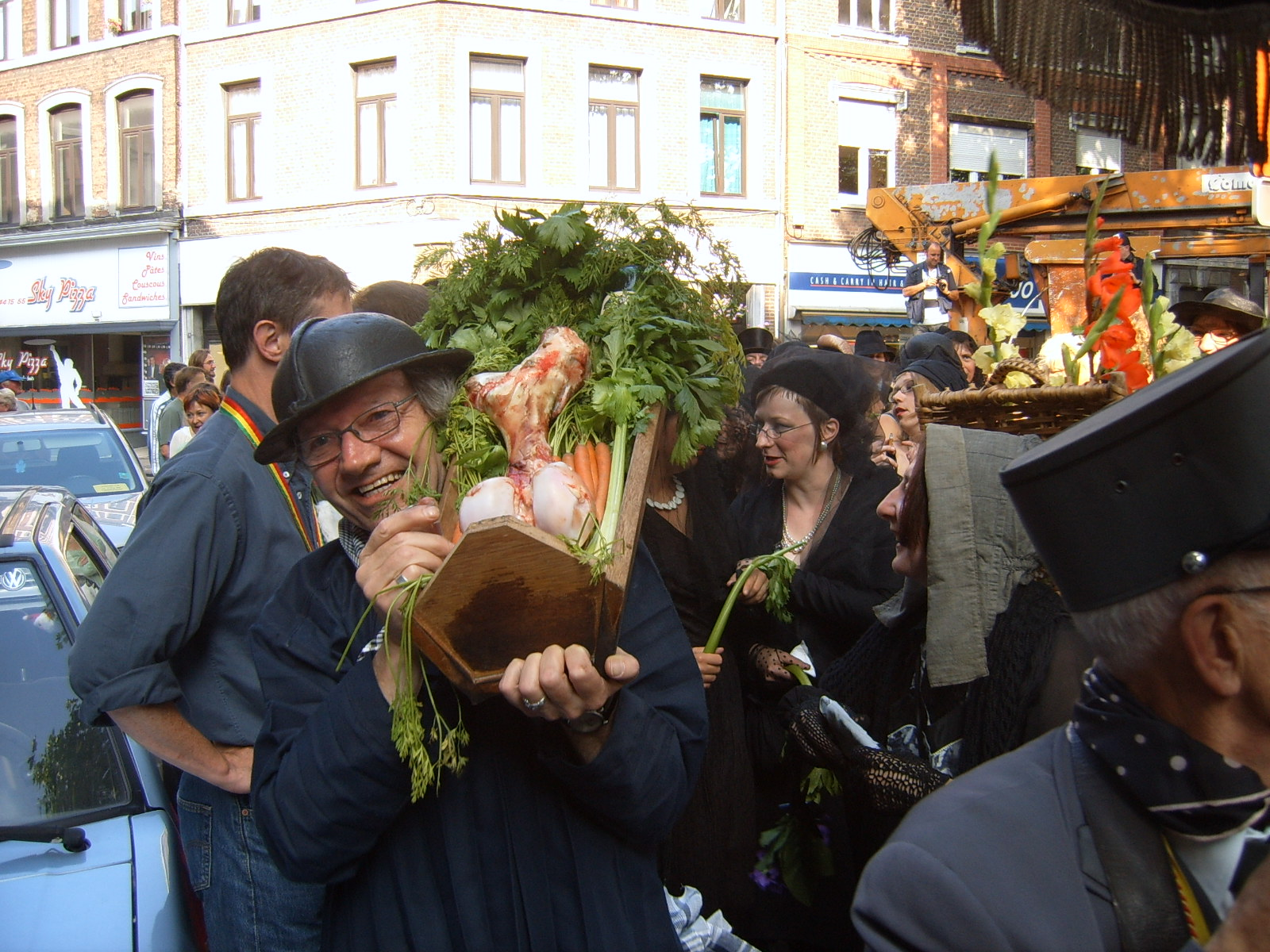
Enterrement de l'os de la fête Matî l'Ohê le lendemain des fêtes de la Sainte Marie.

Le 15 août est un moment fort avec des festivités mêlant événements profanes et sacrés :
- tir de campes ;
- défilé folklorique ;
- messe en wallon ;
- procession de la Vierge noire ;
- sortie du bouquet d'Outre-Meuse ;
- bénédiction des amoureux ;
- visite des potales ;
- enterrement de Matî l'Ohê (enterrement le 16 août de Mathieu, l'os du lendemain de la fête).

## Art public

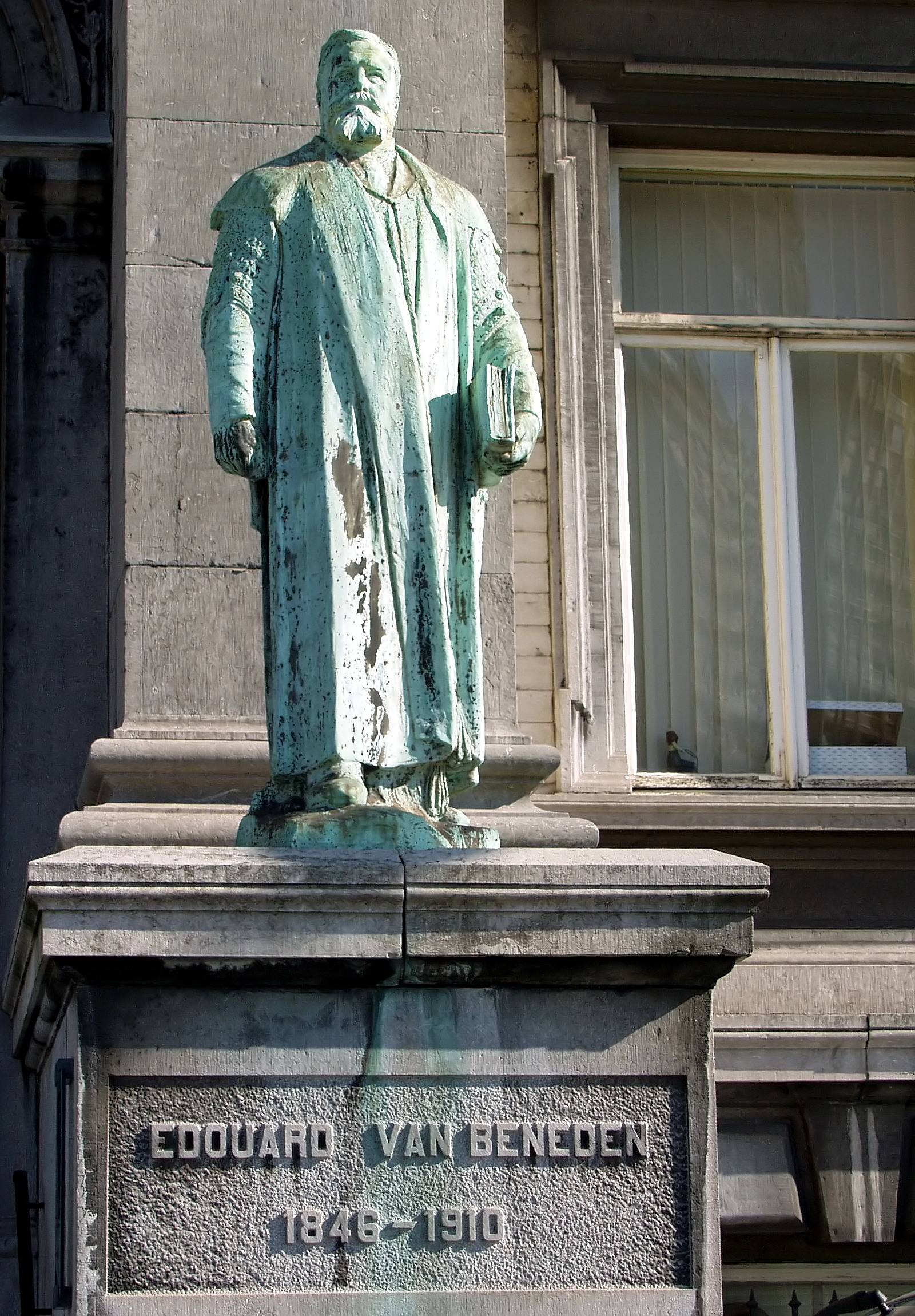
Statue d'Édouard Van Beneden devant l'institut de zoologie.
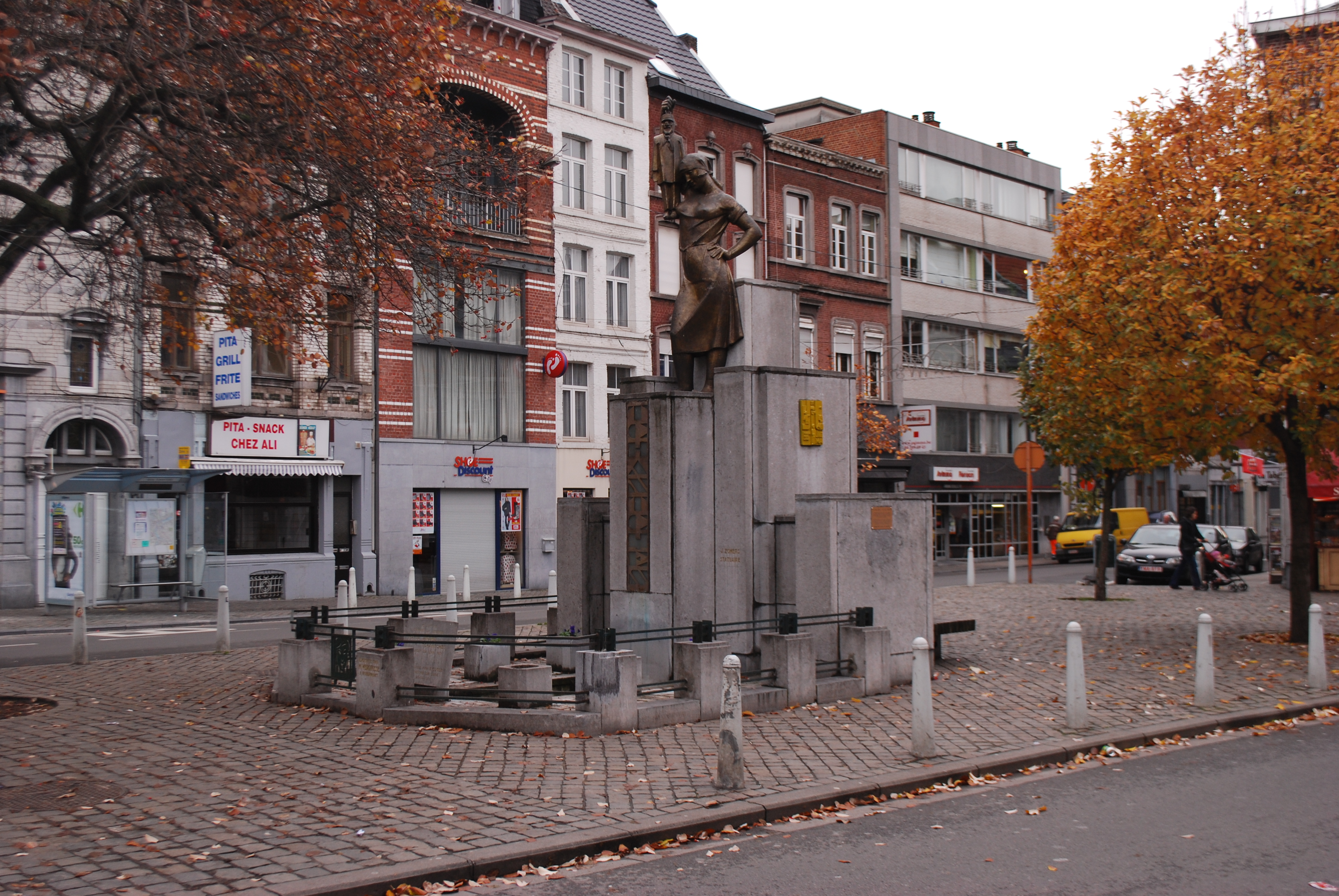
Le monument Tchantchès dans le cœur du quartier.
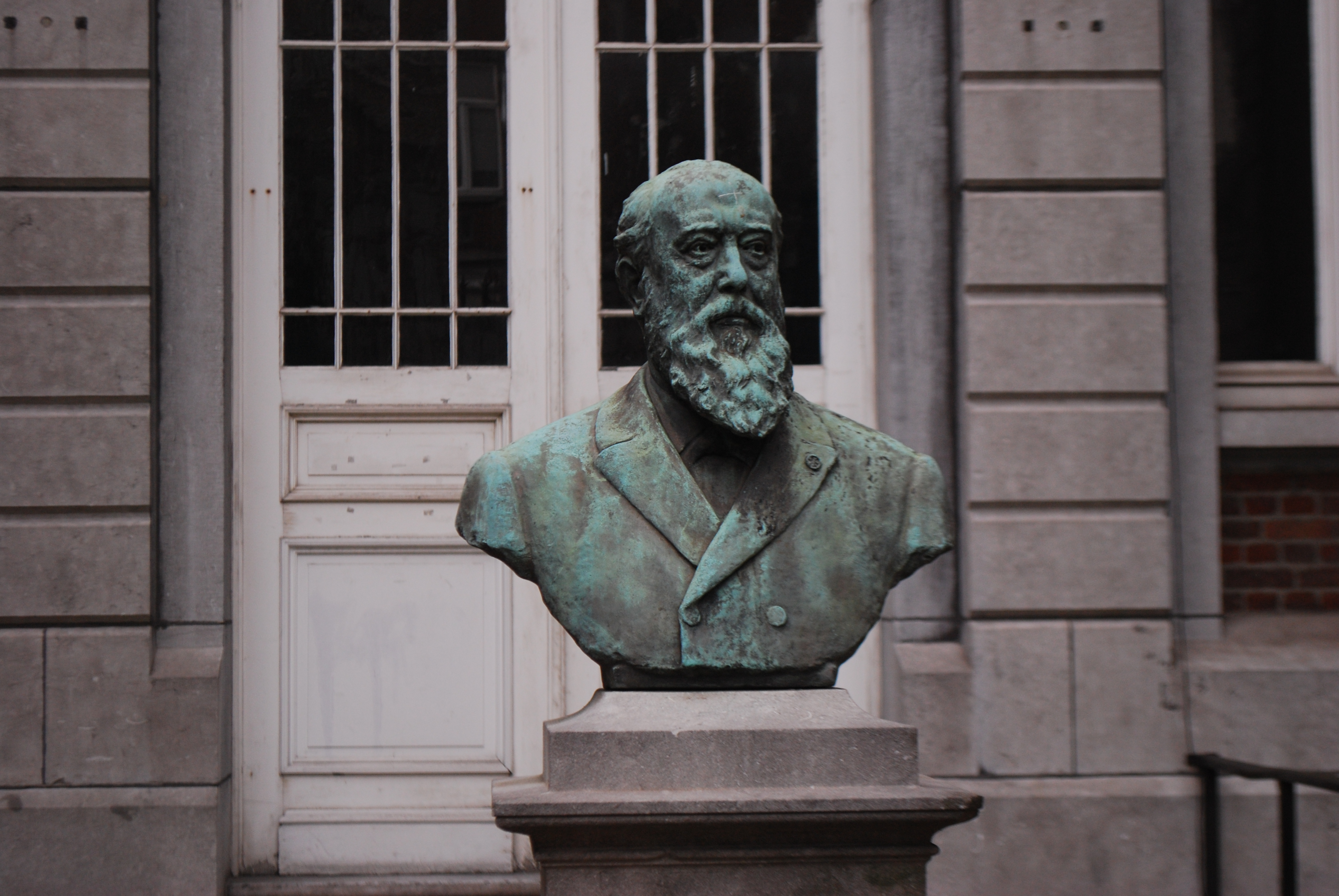
Le buste de Zénobe Gramme devant l'athénée Saucy.
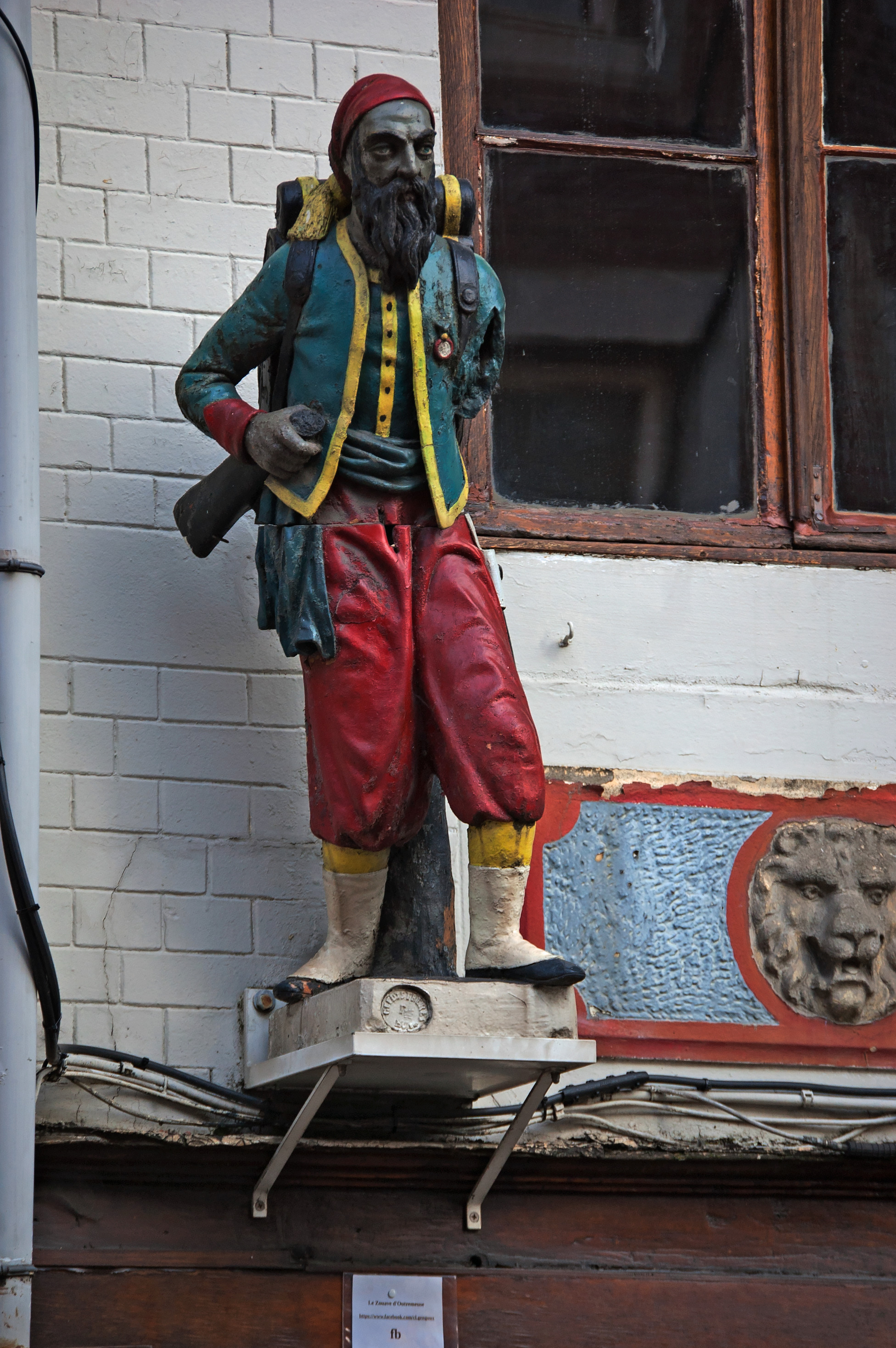
Le zouave de la rue Surlet.
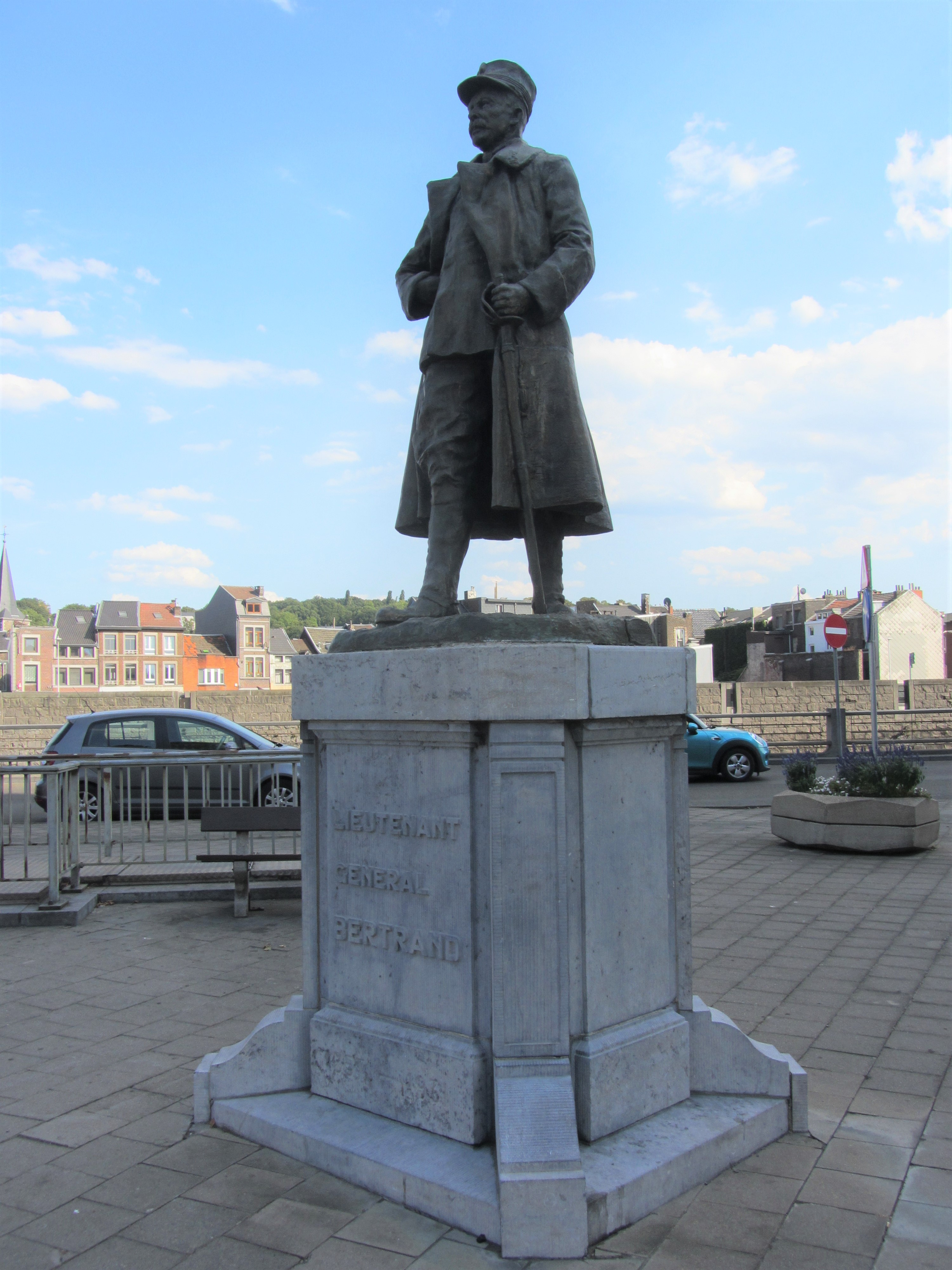
Monument Lieutenant général Bertrand place Théodore Gobert.

À l'entrée de l'institut de zoologie se dressent deux statues l'une représentant Édouard Van Beneden, l'autre Theodor Schwann. Toujours sur le quai Édouard Van Beneden, se dresse L'Envol de la Wallonie de René Julien. Le quartier rend hommage à Simenon avec un buste du célèbre auteur placé au centre de la place du Congrès et au Général Bertrand avec une statue de 1934 sise place Gobert.

### Le monument Tchantchès
Cette sculpture en pierre et bronze réalisée par Joseph Zomers en 1936 se situe rue Pont-Saint-Nicolas, au croisement des rues Puits-en-Sock et Surlet.
L’œuvre montre une monumentale hiercheuse qui présente de la main droite la marionnette de Tchantchès. Un grand socle porte en son centre l’inscription Tchantchès en lettres massives dites « lettres-blocs » et sur le côté une plaque apposée en 2002 rappelant les cérémonies du 75e anniversaire de la République libre d'Outremeuse. La sculpture constitue un hommage à l’industrie minière liégeoise et aux traditions folkloriques de la cité.

### Buste de Zénobe Gramme
Située devant l'entrée de l'athénée Maurice Destenay (ancienne École industrielle où étudia Zénobe Gramme) sur le boulevard Saucy, Zénobe Gramme, est représenté en buste. Sa barbe, son front plissé et son regard grave soulignent le sérieux de l’inventeur de la dynamo.

## Voir aussi

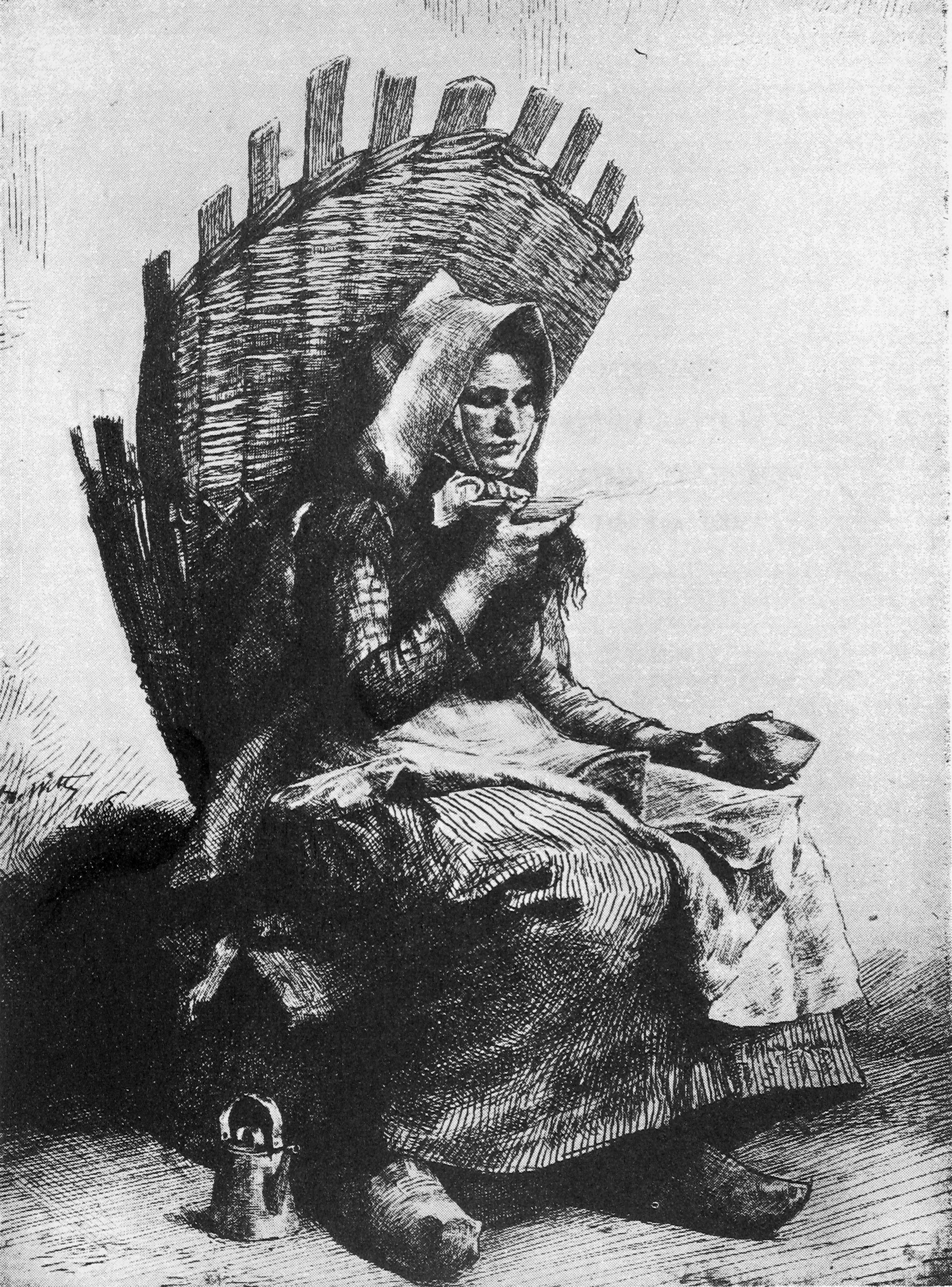
Botteresse au XIXe siècle